# 지롤라모 프레스코발디

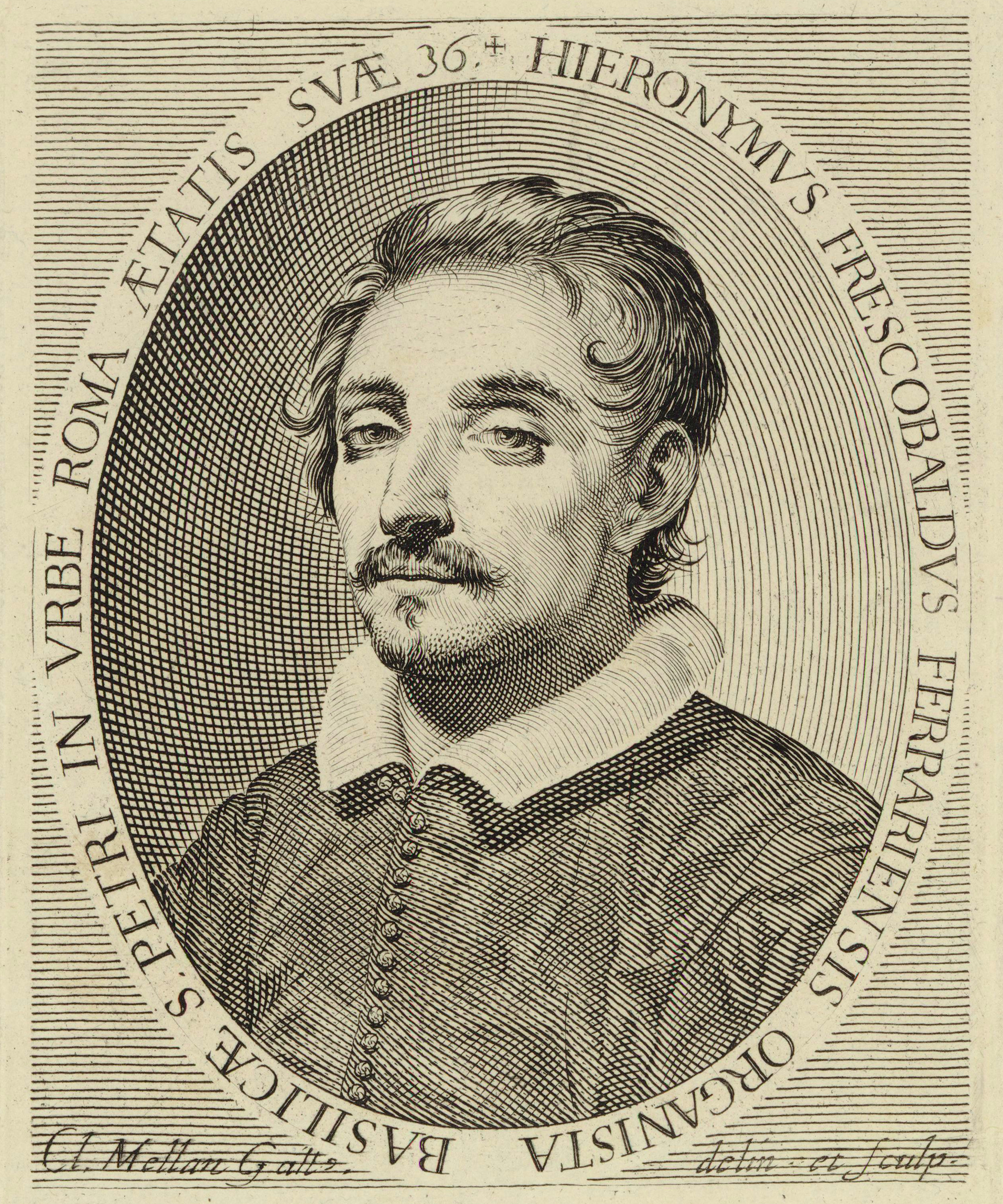

지롤라모 프레스코발디(Girolamo Frescobaldi, 1583-1643)는 이탈리아의 작곡가이다. 북이탈리아의 페라라에서 루차스키(1545경-1607)에게 오르간을 배웠다고 한다. 1604년부터는 주로 로마에 머물렀고, 1608년에는 산 피에트로 대성당의 오르간 주자로 임명되어 여생을 이 지위에 머물렀다. 프레스코발디는 베네치아의 오르간 음악의 전통을 계승하여 토카타, 칸초네, 리체르카레 등의 분야에서 규모가 큰 표현을 구축하였고 또한 하프시코드의 음악에도 뛰어난 작품을 남겨, 바로크풍의 건반악기 음악의 문을 열었다.